# María Braña de Diego
María Braña de Diego (Madrid, 28 de noviembre de 1912-Zaragoza, 27 de octubre de 2007) fue una arqueóloga, maestra y conservadora de museos española. Trabajó en el Museo Arqueológico y Etnológico de Córdoba, en el Museo del Prado, en el Museo Arqueológico Nacional y en el Museo del Pueblo Español. Fue la primera directora del Archivo Histórico Provincial de Segovia, y presidenta de la Asociación Española de Mujeres Universitarias (AEMU).

## Trayectoria
Braña estudió en el Instituto-Escuela. Participó en el crucero universitario por el Mediterráneo de 1933, que supuso un hito en la arqueología española y que atrajo a numerosas españolas a la disciplina. Estudió Filosofía y Letras en la Universidad Complutense de Madrid (UCM).
Durante la guerra civil española fue maestra en un colegio para huérfanos en Caspe, con los que escapó andando hasta Cataluña. Sabemos que en 1938 estaba afiliada a la Federación de Trabajadores de la Enseñanza (FETE), de filiación socialista, y que fue depurada y separada definitivamente de la docencia en 1940.
En 1945 ingresó en el Cuerpo Facultativo de Archiveros Bibliotecarios y Arqueólogos; su primer destino fue el Museo Arqueológico Nacional. Posteriormente fue trasladada a los Archivos Históricos de la Delegación de Hacienda de Segovia. De allí pasó a ser la directora del Museo Arqueológico de Toledo hasta el 29 de septiembre de 1950, cuando se fue al Museo Arqueológico Nacional. En los años sesenta presidió la Asociación Española de Mujeres Universitarias (AEMU).
En 1971 se trasladó al Museo del Prado, donde, junto a Isabel de Ceballos-Escalera y Contreras, llevó a cabo la catalogación de las piezas de artes decorativas del legado de Pedro Fernández Durán.
En los últimos años de su vida participó en la Fundación Politeia.
Falleció en Zaragoza el 27 de octubre de 2007, a los 95 años de edad.

## Reconocimientos
En 2020, fue incluida dentro del proyecto “Mujeres Investigadoras en los Archivos Estatales (1900-1970)” para la descripción archivística y creación de un micrositio específico en el Portal de Archivos Españoles (PARES), desarrollado entre 2020-2023. Este proyecto ha sido impulsado por la Subdirección General de Archivos Estatales, con el objetivo visibilizar la labor de investigación realizada en España por las mujeres en el intervalo 1900-1970 partiendo de los registros documentales que se conservan en los Archivos de Gestión de los AAEE del Ministerio de Cultura (el Archivo Histórico Nacional, el Archivo de la Corona de Aragón, el Archivo General de Simancas, el Archivo General de Indias, el Archivo de la Real Chancillería de Valladolid, el Archivo General de la Administración y el Centro de Información Documental de Archivos).